# Stictoptera atrifascia
Stictoptera atrifascia är en fjärilsart som beskrevs av Embrik Strand 1917. Stictoptera atrifascia ingår i släktet Stictoptera och familjen nattflyn. Inga underarter finns listade i Catalogue of Life.